# Jazlovets
Jazlovets (ukrainska: Язловець) är en by med byråd i Ternopil oblast i västra Ukraina. Jazlovets, som för första gången nämns i ett dokument från år 1373, har 617 invånare.